# Политички систем Хрватске
Република Хрватска је по свом државном уређењу република, с демократски изабраним Хрватским сабором као највишим представничким телом грађана и председником Републике као шефом државе.
Република Хрватска прогласила је своју самосталност и независност на основу Уставне одлуке о суверености и самосталности Републике Хрватске, коју је Хрватски сабор донео 25. јуна 1991. Овој уставној одлуци претходио је референдум од 19. маја 1991. године, на који је изашло 83,56% бирача, а за суверену и самосталну Хрватску изјаснило се 94,17% бирача. Међутим, процес распада СФРЈ накратко је прекинут због тромесечног мораторијума међународне заједнице (7. јула 1991). Дана 7. октобра 1991. године ракетирани су Бански двори, ондашње седиште председника Републике. То је био повод да Хрватски сабор 8. октобра донесе Одлуку о раскиду свих државно-правних свеза на темељу којих је заједно с осталим републикама и покрајинама творила досадашњу СФРЈ. Тог дана је Хрватска као слободна и самостална држава преузела пуну уставну власт, а парламенти и владе свих држава позвани су да прихвате и признају тај чин слободне воље хрватског народа.

## Устав
Устав Републике Хрватске је највиши правни акт у Републици Хрватској. Усвојен је 22. децембра 1990, након првих демократских вишестраначких парламентарних избора одржаних у пролеће 1990.
Устав је ревидиран у новембру 1997, новембру 2000. и марту 2001. Променом Устава у новембру 2000. укинут је полупредседнички систем и уведен парламентарни систем уз јачу улогу Владе Републике Хрватске и премијера, док је променом у марту 2001. године укинут Жупанијски дом Сабора те је Хрватски сабор постао једнодоман.
Устав дефинише Хрватску као суверену, јединствену, демократску и социјалну државу. Власт произлази из народа и припада народу као заједници слободних и равноправних држављана. Највише вредноте уставног поретка Републике Хрватске су: слобода, једнакост, национална равноправност, мир, социјална правда, поштовање права човека, неповредивост власништва, очување природе и човекове околине, владавина права и демократски вишестраначки систем.
Устав је подељен на неколико целина:
1. Изворнишне основе
2. Темељне одредбе
3. Заштита људских права и темељних слобода
4. Устројство државне власти
5. Уставни суд
6. Мјесна, локална и одручна (регионална) самоуправа
7. Међународни односи
8. Промјене устава
9. Завршне одредбе

## Државни симболи
Државни симболи Републике Хрватске, према одредби члана 11. Устава Републике Хрватске, су:
- хрватски грб,
- хрватска застава,
- химна Лијепа наша домовино.

Устав одређује да се опис историјског хрватског грба и заставе и текст химне и употреба и заштита тих и других државних знамења уређује законом. То је уређено Законом о грбу, застави и химни Републике Хрватске те застави и ленти предсједника Републике Хрватске (Народне новине, број 55/1990).

## Устројство власти

### Законодавна власт
Хрватски сабор је представничко тело грађана и носилац законодавне власти у Републици Хрватској.
Према Уставу, Хрватски сабор је једнодомно представничко тело које може имати најмање 100, а највише 160 заступника (посланика) који се на темељу општег и једнаког бирачког права бирају непосредно, тајним гласањем. Посланици се бирају на четири године, немају обвезујући мандат, а имају имунитет. Међу посланицима налазе се и посланици националних мањина, изабрани у посебној изборној јединици (која обухвата целу државу). Припадници националних мањина могу бити изабрани и на страначким листама. И хрватски исељеници имају право да бирају посланике у посебној изборној јединици, и то применом нефиксне квоте, што значи да ће број посланика дијаспоре зависити од броја изашлих бирача дијаспоре на изборе.
Некад се Сабор састојао од Представничког дома и Жупанијског дома, али овај други је укинут. Жупанијски дом је имао три посланика из сваке од 21 жупаније. С обзиром да Жупанијски дом није имао практичну моћ над Представничким домом укинут је 2001. године.
Сабор се састаје на јавним седницама у два раздобља сваке године, од 15. јануара до 15. јула и од 15. септембра до 15. децембра. Хрватски сабор заседа ванредно на захтев председника Републике, Владе или већине посланика. Председник Хрватског сабора може уз претходно прибављено мишљење посланичких група парламентарних странака сазвати Хрватски сабор на ванредно заседање.
Хрватски сабор:
- одлучује о доношењу и промени Устава,
- доноси законе,
- доноси државни буџет,
- одлучује о рату и миру,
- доноси акте којима изражава политику Хрватског сабора,
- доноси Стратегију националне безбедности и Стратегију одбране Републике Хрватске,
- остварује грађански надзор над оружаним снагама и службама безбедности Републике Хрватске,
- одлучује о промени граница Републике Хрватске,
- расписује референдум,
- обавља изборе, именовања и разрешења, у складу с Уставом и законом,
- надзире рад Владе Републике Хрватске и других носилаца јавних дужности одговорних Хрватском сабору, у складу с Уставом и законом,
- даје амнестију за казнена дела,
- обавља друге послове утврђене Уставом.

Одлуке се доносе већином гласова ако је присутно више од пола посланика, осим у питањима националних права и уставним питањима (тзв. органски закони), који се доносе двотрећинском већином.

### Извршна власт

#### Председник Републике Хрватске
Председнику Републике припада и представничка и извршна функција. Он представља и заступа Републику Хрватску у земљи и иностранству. Надлежан је за одбрану независности и територијалне целовитости Републике Хрватске, као и за стабилно, нормално и усклађено деловање државне власти.
Председник се бира на основу општег и једнаког бирачког права на непосредним изборима тајним гласањем на мандат од пет година. Нико не може бити више од два пута биран за председника Републике.
Председник Републике расписује изборе за Хрватски сабор, расписује референдум, поверава мандат за састављање Владе особи која, на основу расподеле посланичких места у Хрватском сабору, ужива поверење већине свих посланика, даје помиловања, додељује одликовања и признања, и обавља друге дужности одређене Уставом. У сарадњи с Владом, председник учествује у обликовању и спровођењу спољне политике, одлучује о оснивању дипломатских мисија, постављању и опозиву шефова дипломатских мисија РХ у иностранству, даје акредитивна писма и прима акредитивна писма шефова страних дипломатских мисија.
Предсједник је врховни командант Оружаних снага РХ, именује и разрешава војне заповеднике, објављује рат и закључује мир на основу одлуке Хрватског сабора, у складу са законом. За време трајања ратног стања може да доноси уредбе са законском снагом. Председник Републике у сарадњи с Владом усмерава рад безбедносних служби. Председник Републике и председник Владе премапотписују одлуке о именовањима шефова безбедносних служби, након прибављеног мишљења надлежног саборског одбора. Председник, под прецизно одређеним условима, може да распусти Хрватски сабор ако се Влади изгласа неповерење, или ако се не донесе државни буџет у року од три месеца након што је предложен.
Председник Републике од 2010. године је Иво Јосиповић.

#### Влада Републике Хрватске
Влада Републике Хрватске према члану 112. Устава предлаже законе и друге акте Хрватском сабору, предлаже државни буџет и завршни рачун, спроводи законе и друге одлуке Хрватског сабора, доноси уредбе за извршење закона, води спољну и унутрашњу политику, усмерава и надзире рад државне управе, брине о привредном развитку земље, усмерава деловање и развитак јавних служби и обавља друге послове одређене Уставом и законом (члан 112).
Владу Републике Хрватске чине председник, један или више потпредседника и министри. Без одобрења Владе председник и чланови Владе не могу обављати ниједну другу јавну или професионалну дужност (члан 108). Чланове Владе предлаже особа којој је председник Републике поверио мандат за састав Владе. Одмах по састављању Владе, а најкасније у року од 30 дана од прихватања мандата, мандатар је дужан програм Владе и Владу представити Хрватском сабору и затражити гласање о поверењу. Влада ступа на дужност кад јој поверење искаже већина свих посланика у Хрватском сабору. Председник и чланови Владе полажу свечану заклетву пред Хрватским сабором. Текст заклетве се утврђује законом. На основу одлуке Хрватског сабора о исказивању поверења Влади Републике Хрватске, решење о именовању председника Владе доноси председник Републике уз премапотпис председника Хрватског сабора, а решење о именовању чланова Владе доноси председник Владе уз премапотпис председника Хрватског сабора (члан 109). Влада је одговорна Хрватском сабору. Председник и чланови Владе заједнички су одговорни за одлуке које доноси Влада, а лично су одговорни за своје подручје рада (чланак 114).
Тренутни Председник Владе Републике Хрватске је Зоран Милановић.

### Судска власт
У Републици Хрватској судску власт обављају прекршајни судови, општински судови, жупанијски судови, трговински судови, Високи прекршајни суд Републике Хрватске, Високи трговински суд Републике Хрватске, Управни суд Републике Хрватске и Врховни суд Републике Хрватске.
Врховни суд Републике Хрватске је највиши суд у држави. Заседања суда су отворена за јавност и пресуде се доносе јавно, осим у питањима приватности оптужених. Судије се именују на раздобље од осам година.
Државно судско веће у складу с уставом и законом именује, разрешава и одлучује о стеговној одговорности судија. Има једанаест чланова из редова истакнутих судија, адвоката и универзитетских професора правних наука, с тим да већина чланова Државног судског већа мора бити из редова судија. Председници судова не могу бити бирани за његове чланове.
Државно тужилаштво Републике Хрватске је самостално и независно правосудно тело овлашћено и дужно да поступа против починилаца казнених и других кажњивих дела, предузима правне радње ради заштите имовине Републике Хрватске, и подноси правна средства за заштиту Устава и закона. То тело, дакле, није судска власт и пред судовима има статус странке. На челу државног тужилаштва (одвјетништва) налази се Главни државни тужилац.

### Уставни суд
Уставни суд Републике Хрватске одлучује о уставности закона и има право да опозове законе које сматра неуставним. Може да оптужи и председника државе. Састоји се од 13 судија, који бирају свог председника на раздобље од 4 године. Уставни суд је тзв. четврта полуга власти будући се његово постојање и рад води искључиво испод Устава и Уставнога закона о Уставном суду Републике Хрватске.

## Локална и подручна (регионална) самоуправа
Према члану 132. Устава Републике Хрватске, грађанима се јамчи право на локалну и подручну (регионалну) самоуправу. То право грађани остварују преко локалних, односно подручних (регионалних) представничких тела која су састављена од чланова изабраних на слободним и тајним изборима на основу непосредног, једнаког и општег бирачког права.
Јединице локалне самоуправе су општине и градови, а јединице подручне (регионалне) самоуправе су жупаније. Њихово подручје одређује се на начин прописан законом. Главни град Загреб има положај жупаније.
Општина, град и жупанија су правна лица које имају свој статут, грб и заставу. Статутом се уређује њихов самоуправни делокруг, обележја, јавна признања, устројство, овлашћења и начин рада тела, начин обављања послова, облици консултовања грађана, спровођење референдума у питањима из делокруга, месна самоуправа, устројство и рад јавних служби, облици сарадње јединица локалне, односно подручне (регионалне) самоуправе и друга питања од важности за остваривање права и обавеза.

### Жупаније
Жупанија је јединица подручне (регионалне) самоуправе чије подручје представља природну, историјску, саобраћајну, привредну, друштвену и самоуправну целину, а успоставља се ради обављања послова од подручнога (регионалног) интереса.
Хрватска је подељена на 20 жупанија и један град, Загреб. Ово су жупаније и њихова сједишта:
1. Загребачка, Загреб
2. Крапинско-загорска, Крапина
3. Сисачко-мославачка, Сисак
4. Карловачка, Карловац
5. Вараждинска, Вараждин
6. Копривничко-крижевачка, Копривница
7. Бјеловарско-билогорска, Бјеловар
8. Приморско-горанска, Ријека
9. Личко-сењска, Госпић;
10. Вировитичко-подравска, Вировитица
11. Пожешко-славонска, Пожега
12. Бродско-посавска, Славонски Брод
13. Задарска, Задар
14. Осјечко-барањска, Осијек
15. Шибенско-книнска, Шибеник
16. Вуковарско-сријемска, Вуковар
17. Сплитско-далматинска, Сплит
18. Истарска, Пазин
19. Дубровачко-неретванска, Дубровник
20. Међимурска, Чаковец
21. Град Загреб

Органи жупаније су: 
- жупанијска скупштина — представничко тело које доноси акте у оквиру делокруга подручне (регионалне) самоуправе и обавља друге послове у складу са законом и статутом подручне (регионалне) самоуправе
- жупан и жупанијско поглаварство — извршна тела

### Градови и општине
Општина је јединица локалне самоуправе која се оснива, у правилу, за подручје више насељених места која представљају природну, привредну и друштвену целину, и која су повезана заједничким интересима становништва.
У Хрватској постоје 429 општина. Органи општина су општинско веће, општински начелник и општинско поглаварство. У општини која има до 3.000 становника за обављање извршних послова не бира се поглаварство, већ његове дужности обавља општинско веће.
Град је јединица локалне самоуправе у којој је седиште жупаније и свако место које има више од 10.000 становника, а представља урбану, историјску, природну, привредну и друштвену целину. Посебно, градом се може утврдити и место које не задовољава претходне услове, гдје за то постоје посебни разлози (историјски, привредни, геосаобраћајни).
У Хрватској постоје 127 градова. Тела градова су градска скупштина, градоначелник и градско поглаварство. Интересе градова у Републици Хрватској заступа Удруга градова у РХ.

## Изборни систем
Хрватски Устав осигурава сваком држављанину Републике Хрватске који је навршио 18 година живота опште и једнако бирачко право. Пасивно бирачко право стиче се такође са 18 година живота. Бирачко право се остварује на непосредним изборима тајним гласањем.
Грађани Републике Хрватске на националном, односно државном нивоу бирају своје представнике тј. заступнике у Хрватски сабор (најмање 100, а највише 160), по правилу сваке 4 године, колико траје мандат заступницима у Хрватском сабору. Сваких пет година спроводе се избори за председника Републике.
На локалном нивоу, грађани бирају чланове у представничким телима јединица локалне и подручне (регионалне) самоуправе, односно чланове општинских и градских већа и жупанијских скупштина.

## Политичке странке
Комунистичка партија Хрватске (касније преименована у Савез комуниста Хрватске) била је једина странка током социјалистичке Југославије. Након првих вишестраначких избора (1990), десничарска Хрватска демократска заједница (ХДЗ) дошла је на власт и држала је до 2000. године.
На изборима 2000. године, Социјалдемократска партија Хрватске (СДП) и Хрватска социјално-либерална странка (ХСЛС) биле су главни партнери у коалицији у којој су биле и Хрватска сељачка странка (ХСС), Хрватска народна странка (ХНС), Либерална странка (ЛС) и Истарски демократски сабор (ИДС). Та коалиција левог центра победила је на изборима и владала до 2001., кад је ИДС иступио из коалиције јер није добио већу истарску аутономију.
ХСЛС се распао 2002. године (по други пут, а први пут је тако настао ЛС); главнина странке је изашла из владе, док је остатак основао странку ЛИБРА и остао на власти.
Коалиција под вођством СДП-а остала је на власти до избора 2003. кад је изгубила од ХДЗ-а и других странака десног центра.
ХДЗ је створио владу иако није ушао у коалицију са странкама као што су ХСС и ХСП.
Приступ у чланство у Европској унији данас је главни државни циљ за већину највећих странака, иако се разликују по спремности на прихватање правила ЕУ.